# Вилађо Беци (Вербано-Кузио-Осола)
Вилађо Беци је насеље у Италији у округу Вербано-Кузио-Осола, региону Пијемонт.
Према процени из 2011. у насељу је живело 19 становника. Насеље се налази на надморској висини од 234 м.